# SN 2006fm
SN 2006fm – supernowa typu Ia odkryta 15 września 2006 roku w galaktyce A221010+0030. W momencie odkrycia miała maksymalną jasność 20,20m.